# Liste der Monuments historiques in Journet
Die Liste der Monuments historiques in Journet führt die Monuments historiques in der französischen Gemeinde Journet auf.

## Liste der Bauwerke
| Bezeichnung                | Beschreibung              | Standort | Kennzeichnung | Schutzstatus | Datum | Bild           |
| -------------------------- | ------------------------- | -------- | ------------- | ------------ | ----- | -------------- |
| Priorat Villesalem         | Erbaut im 12. Jahrhundert | (Lage)   | PA00105477    | Classé       | 1914  | weitere Bilder |
| Totenlaterne               | Erbaut im 12. Jahrhundert | (Lage)   | PA00105479    | Classé       | 1884  | weitere Bilder |
| Ehemalige Kirche St-Martin | Erbaut im 12. Jahrhundert | (Lage)   | PA00105478    | Inscrit      | 1935  | weitere Bilder |

## Liste der Objekte
- Monuments historiques (Objekte) in Journet in der Base Palissy des französischen Kultusministeriums